# Daryna Apanasjtsjenko

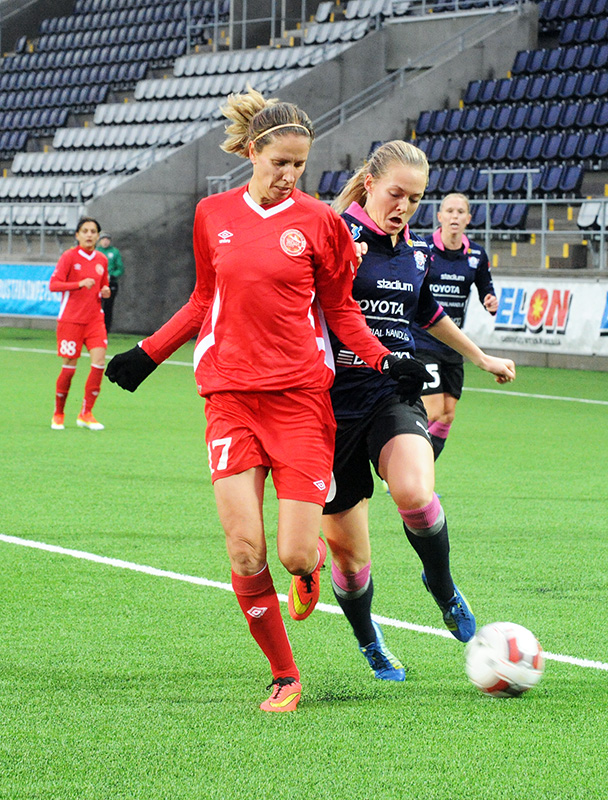
Apanasjtsjenko

Daryna Oleksandrivna Apanasjtsjenko (Oekraïens: Дарина Олександрівна Апанащенко) is een Oekraïens voetballer, die uitkomt voor het Oekraïens vrouwenvoetbalelftal en speelde op het Europees kampioenschap voetbal vrouwen 2009. Ook speelde ze in de UEFA Women's Champions League 2009/10 waar ze voor Zvezda 2005 Perm tweemaal scoorde.